# Fly on the Wall (singel)
Fly on the Wall – drugi singel amerykańskiej piosenkarki pop Miley Cyrus, pochodzący z jej drugiego studyjnego albumu Breakout. Twórcami piosenki są: Miley Cyrus, Antonia Armato, Tim James i Devrim Karaoglu.

## O singlu
Fly on the Wall zadebiutował w Radiu Disney dnia 9 sierpnia 2008, na antenie Disney Channel w ramach reklam Disney Channel Games. Cyrus wykonała ten utwór podczas uroczystości zamknięcia Disney Channel Games i na koncercie Zootopia dnia 17 maja 2008. W dniu 1 sierpnia 2008 Miley wykonała ten utwór obok 7 Things w programie stacji MTV – FNMTV. Z utworem Fly on the Wall piosenkarka wystąpiła również na American Music Awards.
Singel sprzedał około 255000 cyfrowych pobrań.
Utwór został wykorzystany w disneyowskim filmie Race to Witch Mointain.

## Teledysk
Klip do Fly on the Wall kręcony był w dniu 8 listopada 2008 w Los Angeles i jego reżyserem był Phillip Andelman. Premiera miała miejsce 5 grudnia 2008 w programie FNMTV, który prowadził Pete Wentz z Fall Out Boy. Początek wideo przypomina Thriller Michaela Jacksona. Ponadto taniec paparazzich przypomina taniec w Bad również Jacksona.

## Fabuła
Teledysk rozpoczyna się ujęciem kiedy Miley i jej chłopak wychodzą z kina. Następnie z powodu pełni księżyca chłopak zamienia się w paparazzo i zaczyna gonić Miley. Ta ucieka do parkingu, gdzie toczy się akcja teledysku. Chowa się pomiędzy samochodami. W międzyczasie pokazana jest Miley, która śpiewa na tle samochodu sportowego (Mercedes SLR). Kiedy Miley nie ma gdzie uciec, paparazzi zaczynają tańczyć. Pod koniec teledysku chłopak Miley podjeżdża po nią i razem uciekaja. Miley jednak nie wie, że jest w ukrytej kamerze i opowiada o tym zdarzeniu. Pokazane jest to w internecie pod hasłem „Miley ucieka przed paparazzi”.

## Lista utworów
- Promo CD

1. „Fly on the Wall” (Album Version)
2. „Fly on the Wall” (David Kahn Remix)

- UK CD Single

1. „Fly on the Wall"
2. „7 Things” (Radio Edit)
3. „Fly on the Wall” (Jason Nevins Remix Radio Edit)

## Listy przebojów
| Notowanie (2008/09)    | Najwyższa pozycja |
| ---------------------- | ----------------- |
| UK Singles Chart       | 16                |
| Irlandia Singles Chart | 23                |
| Polska Singles Chart   | 33                |
| Chile Singles Chart    | 44                |
| ARIA Singles Chart     | 48                |
| Austria Singles Chart  | 57                |
| Niemcy Singles Chart   | 62                |
| Billboard Pop 100      | 64                |
| Kanada Singles Chart   | 73                |
| Billboard Hot 100      | 84                |